# Tsushima (Aichi)
Tsushima (japanisch 津島市, -shi) ist eine Stadt in der Präfektur Aichi auf Honshū, der Hauptinsel von Japan. 

## Geographie

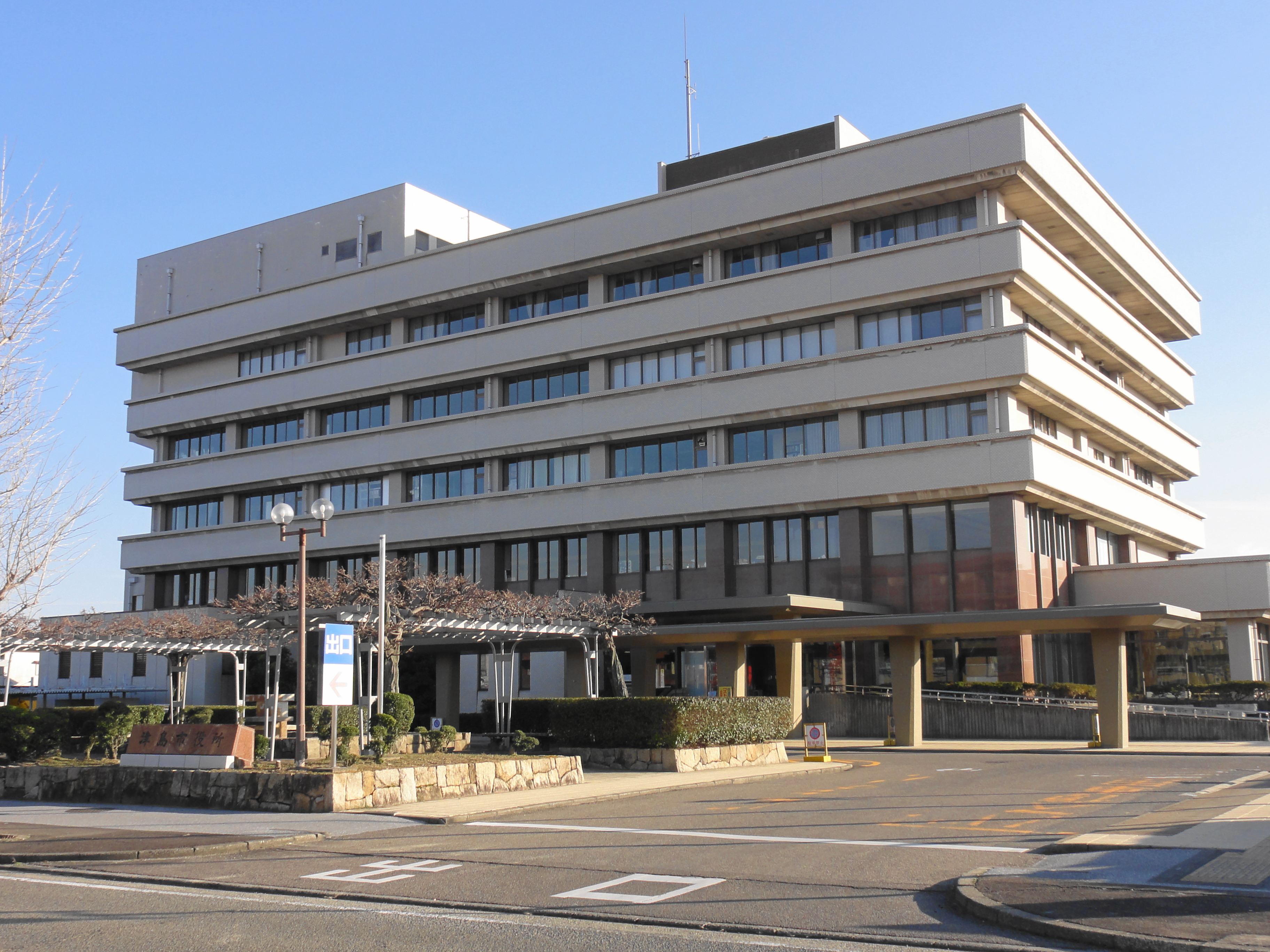
Rathaus

Tsushima liegt westlich von Nagoya.

## Geschichte
Das Gebiet der heutigen Stadt Tsushima ist seit mindestens 1.000 Jahren besiedelt, wobei sich Tsushima vor allem als Pilgervorstadt zum Tsushima-Schrein entwickelt hat. Im 20. Jahrhundert war Tsushima ein bedeutender Standort der Textilindustrie. Die Verwaltungseinheit Tsushima wurde 1871 als Dorf gegründet, 1889 zur kreisangehörigen Stadt (Machi) und am 1. März 1947 zur kreisfreien Stadt (Shi) erhoben. 1925, 1955 und 1956 wurden Teile der umliegenden Dörfer Saori, Kamori und Eiwa eingemeindet.

## Verkehr
Tsushima ist über die Nationalstraße 155 erreichbar. Am Bahnhof Tsushima treffen die Meitetsu Bisai-Linie und die Meitetsu Tsushima-Linie aufeinander.

## Töchter und Söhne der Stadt
- Noguchi Yonejirō (1875–1947), Dichter
- Kaneko Mitsuharu (1895–1975), Dichter

## Angrenzende Städte und Gemeinden
- Aisai
- Ama
- Kanie